# NGC 4878
NGC 4878 is een balkspiraalstelsel in het sterrenbeeld Maagd. Het hemelobject werd op 23 maart 1789 ontdekt door de Duits-Britse astronoom William Herschel.

## Synoniemen
- MCG -1-33-64
- PGC 44747